# Бошко Янкович
Бошко Янкович (на сръбски: Бошко Јанковић) е сръбски футболист роден на 3 януари 1984 г. в Белград.
Играе за италианския отбор Палермо с номер 17 и за сръбския национален отбор. Играе като атакуващ халф или ляво крило. Висок е 184 см.

## Клубна Кариера
След като спечели два дубъла с Цървена Звезда в Сърбия и е обявен за Футболист на сезон 2005 – 2006, Янкович бива продаден през лятото на 2006 г. в испанския Майорка. Неговото отлично представяне в Примера Дивисион през сезон 2006 – 2007 улавя интереса към него от грандове като Барселона и Валенсия. Желанието на Бошко Янкович беше той да остане за една-две години в Майорка и после да обмисля варианта да заиграе в някой от грандовете не само на Испания, но и на Европа. За единствения си сезон в Испания, Янкович успя в 28 мача да вкара 9 гола. Неговото отлично представяне долови интерес и от страна на английския гранд Челси. Скаути на лондонския клуб даже присъстваха на Европейското първенство за Младежи до 21 г. в Холандия, за да следят изявите на младото крило. Въпреки интереса на 28 юни 2007 г. от италианския отбор Палермо, заявиха че Бошко Янкович вече е подписал с тях договор за пет години.

## Кариера по години
- 2000 – 2006  Цървена Звезда
- 2006 – 2007  Майорка
- 2007 – ????  Палермо

## Национален отбор
За мъжкия национален отбор Бошко Янкович вкарва първият си гол срещу Португалия на 28 март, 2007 г. в квалификация за ЕВРО 2008. Последва нов негов гол за Националния отбор на Сърбия срещу Финландия на 2 юни 2007 г. Взима участие в Европейското първенство за младежи до 21 г., където отново вкарва срещу Чехия в груповата фаза. На този турнир отборът на Сърбия завършва на второ място, след като губи злощастно финала от Холандия с 1 – 4.